# Manuel Barrenetxea
Manuel Barrenetxea Bilbao (Plencia, 31 de marzo de 1924 - Bilbao, 9 de diciembre de 1998) fue un futbolista español, que se desempeñaba como defensa.
Disputó 144 partidos en Primera División en las filas del Athletic Club y el Racing de Santander.

## Clubes
| Club                | País   | Año       |
| ------------------- | ------ | --------- |
| Arenas Club         | España | 1944      |
| Athletic Club       | España | 1944-1952 |
| Racing de Santander | España | 1952-1957 |

## Palmarés
| Título                | Club          | País   | Año  |
| --------------------- | ------------- | ------ | ---- |
| Copa del Generalísimo | Athletic Club | España | 1945 |
| Copa del Generalísimo | Athletic Club | España | 1950 |
| Copa Eva Duarte       | Athletic Club | España | 1950 |